# Gronkh
Gronkh (* 10. April 1977 in Braunschweig; bürgerlich Erik Range) ist ein deutscher Webvideoproduzent, Computer- und Videospielejournalist, Computerspieleentwickler, Synchronsprecher, Livestreamer und Unternehmer.
Bekannt wurde Gronkh durch sogenannte Let’s-Play-Videos auf der Internetplattform YouTube. In diesen spielt und kommentiert er Computer- und Videospiele. Von Juli 2014 bis zum 19. Mai 2016 war Gronkh der meistabonnierte YouTube-Kanal Deutschlands und gehört auch heute noch zu den meistabonnierten YouTube-Kanälen in Deutschland.

## Leben

### Herkunft, frühe Jahre und Ausbildung
Erik Range wurde am 10. April 1977 in Braunschweig als Sohn eines Deutschen und einer Russin geboren. Zusammen mit seinem älteren Bruder wuchs er in der Weststadt von Braunschweig auf. Bereits in seiner Kindheit interessierte sich Range für Computerspiele. Nach der Trennung ihrer Eltern lebten Range und sein Bruder bei ihrer Mutter. Zu seinem Vater hat Range nach eigenen Angaben keinen Kontakt mehr. Nach dem erfolgreichen Abschluss an der Realschule John-F.-Kennedy-Platz leistete er zunächst seinen Zivildienst in einem Kindergarten, absolvierte später ein Fachabitur auf einem Wirtschaftsgymnasium und schloss anschließend eine Ausbildung zum Fachinformatiker für Anwendungsentwicklung ab.

### 1996 bis 2008
Im Jahr 1996 gründete er eine Internetagentur mit dem Namen Range-IT, die im Bereich Webdesign und Programmierung für Privat- und Geschäftskunden tätig war.
Zusammen mit anderen baute er im Jahr 2000 den Publisher MDO Games GbR auf, der u. a. das Online-Rollenspiel Meridian 59 in deutschsprachiger Version veröffentlichte, über das Range unter dem Spitznamen Gronkh als Spieleentwickler auch seinen späteren Freund und Geschäftspartner Sarazar (Valentin Rahmel) kennenlernte. Von 2001 bis 2004 betrieb er parallel die Website mcleod.de, welche ein privates Projekt von ihm war. Von 2001 bis 2006 betrieb Range zudem die Website 100prozent.net, welche ein Webcrawler für die Sammlung von Links für den meist illegalen Download von u. a. Filmen und Videospielen auf externen Websites war.
Nachdem Range das Unternehmen MDO Games Ende 2004 verlassen hatte, war er mit mäßigem Erfolg wieder als selbstständiger Webdesigner und Programmierer für seine Internetagentur tätig. Parallel zu seiner Selbstständigkeit engagierte sich Range seit seinem Ausscheiden bei MDO Games als Assistant und Managing Partner für das Projekt mmorpg-planet.de. Von 2002 bis 2007 wohnte Range in Gaarden-Ost, einem Stadtteil von Kiel.
Im Jahr 2007 gründete Range gemeinsam mit Valentin Rahmel die PlayMassive GmbH als Nachfolger von mmorpg-planet.de. PlayMassive betreibt mehrere Websites zum Thema Computer- und Videospiele und finanziert Projekte zur Entwicklung neuer Computerspiele.

### 2008 bis 2012
2009 gründete Range erneut eine Internetagentur, die Meine Lieblings GmbH, seit 23. November 2010 ist Range nur noch Gesellschafter. Seit 2010 veröffentlicht Gronkh täglich Let’s Plays auf YouTube und seit 2011 in unregelmäßigen Abständen zusammen mit Sarazar unter dem YouTube-Channel Superhomies Reisedokumentationen. Seit 2014 wurden allerdings keine Videos mehr von den Superhomies veröffentlicht. Ebenfalls betreibt er seit 2010 die Website opensourcedbrain.de, die einen privaten Blog darstellte und sein vorheriges Projekt mcleod.de ersetzte, indem die meisten Beiträge übernommen wurden. Seit 2011 sind auf opensourcedbrain.de keine neuen Beiträge mehr erschienen, die Domain existiert jedoch bis heute, wenn auch die Seite an sich nicht mehr aufrufbar ist. Range wohnte zwischen 2007 und 2012 im Östlichen Ringgebiet von Braunschweig und wohnt seitdem in Köln, bzw. im nahen Umland von Köln.

### 2012 bis 2018
Range ist seit dem 1. Dezember 2012 mit Tatjana Werth (alias Pandorya) in einer Beziehung, was er am 10. April 2016 öffentlich machte. Von 2012 bis 2014 moderierten Gronkh und Sarazar die MyVideo-Webshow Let’s Play Together, bei der sie auch ihren Freund und Geschäftspartner Manuel Schmitt (alias SgtRumpel) kennenlernten. Seitdem sie die Show abgegeben haben, überträgt Gronkh jeden Freitag einen Live-Stream über den Dienst Twitch. Zeitweise fanden auch montags regelmäßige Livestreams statt. 2013 waren er und Sarazar zu Gast in der Fernsehshow TV total. 2015 veröffentlichte die looterkings GmbH, die Range zusammen mit Rahmel und Schmitt gegründet hatte, das Dungeon-Spiel Looterkings auf Steam Greenlight. Im Februar 2021 wurde die looterkings GmbH liquidiert.
2017 forderte die Landesanstalt für Medien Nordrhein-Westfalen den Unternehmer zur Beantragung einer Rundfunklizenz auf. Sein Anwalt stellte daraufhin einen Antrag auf „rundfunkrechtliche Unbedenklichkeit“.

### Seit 2018
Zum 1. Januar 2018 zog Gronkh sich aus der Geschäftsführung der PlayMassive GmbH zurück. Einige Let’s Player, die vorher bei der PlayMassive angestellt waren, haben ebenfalls gewechselt und sind jetzt direkt bei Gronkh angestellt, z. B. TobinatorLP.
Außerdem wurde bekannt, dass Gronkh inzwischen eine Rundfunklizenz beantragt und erhalten hat. Diese Tatsache sorgte im Internet für Kritik an den Landesmedienanstalten, weil es sich bei Gronkhs Kanälen nicht um Fernsehsender im klassischen Sinne handle. Gronkh selbst erklärte in einem Video, er halte sein Angebot nicht für rundfunklizenzpflichtig, habe aber die Prozesskosten für ein Gerichtsverfahren gegen die Landesmedienanstalten gefürchtet. Am 8. März 2018 war Gronkh zu Gast in der von Jan Böhmermann moderierten Late-Night-Show Neo Magazin Royale. Am 16. Mai 2019 war Gronkh erneut dort zu Gast, und trat zudem in einer Folge der Young-Sheldon-Parodie Young Böhmermann auf. Bereits im Dezember 2016 hatte er gemeinsam mit Böhmermann das Onlinespiel Game Royale 2 auf YouTube präsentiert.
Von März 2018 bis Dezember 2022 veröffentlichte Gronkh zusammen mit Joachim Hesse (alias Onkel Jo) den Podcast Start & Select, der sich insbesondere mit den Themen Videospiele, Filme und allgemeiner Popkultur beschäftigte.
Zum 1. Juni 2018 gründete Gronkh ein neues Unternehmen, die Gods of Gaming GmbH, ansässig in den Kranhäusern in Köln. Auch seine Lebensgefährtin Tatjana Werth (alias Pandorya) sowie der Let’s Player Tobias Fulk (alias TobinatorLP) sind nun dort vertreten.
Anfang 2021 trat Gronkh neben dem bisherigen Multi-Channel-Netzwerk Studio 71 auch der neu gegründeten „1UP Management“ bei. Das neue Künstlermanagement-Unternehmen wurde unter anderem von Gronkhs Manager Philip Schulte gegründet. Dort vertreten sind auch weitere mit Gronkh bekannte Webvideoproduzenten, wie Kaya Yanar, Pandorya, TobinatorLP, Zombey und PhunkRoyal.

## Werk

### Webvideos

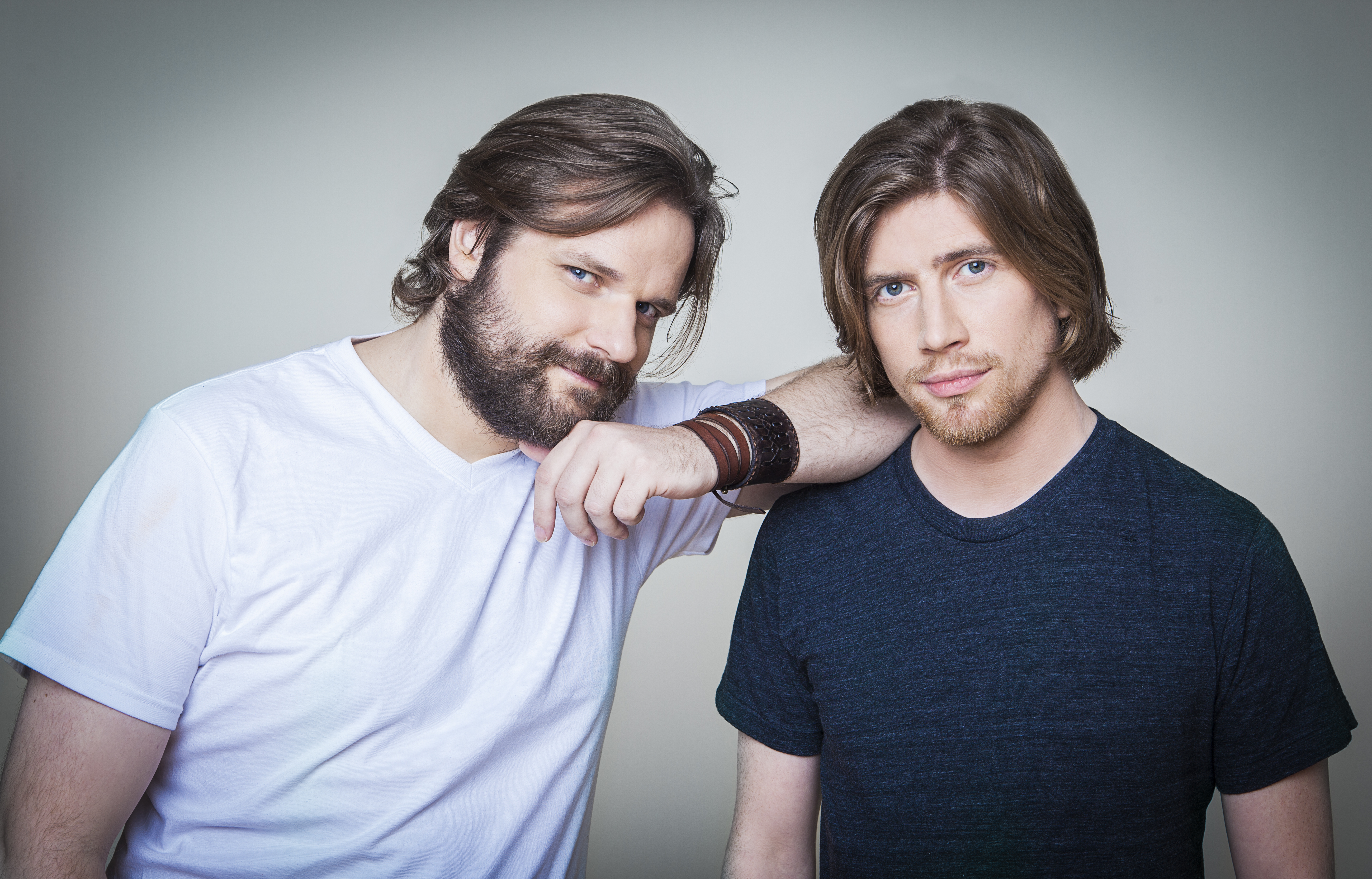
Gronkh (l.) zusammen mit Sarazar (r.) (2013)

Seit 2010 betreibt Range den YouTube-Kanal Gronkh, auf dem er vor allem Let’s Plays veröffentlicht. Besondere Bekanntheit erlangte er durch sein Let’s Play zu dem Open-World-Spiel Minecraft, zu dem zwischen 2010 und 2014 insgesamt 1.278 Folgen mit einer Gesamtlänge von über 21.000 Minuten erschienen. Bis zum 19. Mai 2016 war der Kanal mit über 4,1 Millionen Abonnenten der beliebteste deutsche YouTube-Kanal. Seit 2015 veröffentlicht Gronkh Let’s Plays von Retrospielen und RPGs nur noch auf den YouTube-Kanälen GronkhRetro und GronkhRPGs. Seit 2011 betreibt Gronkh zusammen mit Sarazar den YouTube-Kanal Superhomies, auf dem sie vor allem Reisedokumentationen veröffentlichen. Besonderer Beliebtheit erfreuen sich dabei die sogenannten „Let’s Eats“, bei denen die Superhomies verschiedene landestypische Snacks probieren.
Von 2012 bis 2014 moderierten Gronkh und Sarazar die live ausgestrahlte MyVideo-Webshow Let’s Play Together, in der sie wöchentlich über Nachrichten aus der Computerspiele-Szene berichteten, verschiedene Computerspiele spielten und Gäste empfingen. Am 23. August 2013 traten sie im Rahmen einer „XXL-Ausgabe“ der Sendung vor 4.000 Zuschauern auf der Computerspiele-Messe Gamescom auf. Am 1. März 2013 trat Gronkh bei der MyVideo-Webshow Last Man Standing als Teil des Teams Let’s Play Together gegen das Team PietSmiet in verschiedenen Computerspielen an. Der erste Wettbewerb endete mit einem Unentschieden. Am 30. November 2013 traten beide Teams bei einer zweiten Ausgabe der Show erneut gegeneinander an. Der zweite Wettbewerb endete mit einem knappen Sieg für das Team Let’s Play Together. 2013 und 2014 moderierte Gronkh mehrmals die MyVideo-Webshow Let’s Play Poker, bei der verschiedene Webvideoproduzenten im Poker gegeneinander antreten. Range distanzierte sich jedoch Anfang 2015 öffentlich von dem Format, da er keine Glücksspiele promoten wolle und in Zukunft daher nicht mehr hierfür zur Verfügung stehe.
Ab 2014 übertrug Gronkh jeden Montag und Freitag einen Livestream auf Twitch, in dem er Computerspiele spielte, Fragen der Zuschauer beantwortete und Gäste empfing. Seit März 2018 beschränken sich die regelmäßigen Streams auf Freitag, da er sich aus Zeitgründen von den Montagsstreams zurückziehen wollte. Diese Montagsstreams finden seither nur unregelmäßig statt. Mittlerweile hat sich der Sonntag als zweiter regelmäßiger Streamtag etabliert, an dem Gronkh vorwiegend auf Videos reagiert („reactet“).

### Computerspielejournalismus
2009 gründeten Range und Rahmel die PlayMassive GmbH, die unter anderem das Portal Playnation.de betreibt, auf dem Nachrichten, Tests und Trailer zu verschiedenen Computer- und Videospielen angeboten werden. 2018 zog sich Range aus der Geschäftsführung des Unternehmens zurück. Später wurde das Unternehmen in „White Mandala GmbH“ umbenannt; das Geschäftsfeld wurde auf Marketing und Filmproduktion verlegt.

### Computerspieleentwicklung
2014 gründeten Erik Range, Valentin Rahmel und Manuel Schmitt die looterkings GmbH, die 2015 das Dungeon-Spiel Looterkings auf Steam Greenlight veröffentlichte. Das Spiel ist seit August 2016 im Early-Access-Stadium. Die looterkings GmbH wurde am 8. Februar 2021 liquidiert.

### Friendly Fire
Am 12. Dezember 2015 veranstaltete Gronkh zusammen mit befreundeten Webvideoproduzenten den Wohltätigkeits-Livestream, bei dem Spenden über 123.000 Euro für den Hilfsverein Gaming Aid gesammelt wurden.
Die Fortsetzung Friendly Fire 2 fand am 4. Dezember 2016 statt; in dem zwölfstündigen Livestream wurden über 300.000 Euro an Spenden gesammelt. Dabei kam die Hälfte des Erlöses der deutschen Tafel, 30 % dem Tierschutzverein Vier Pfoten und 20 % dem Tierheim Herzsprung zugute.
Bei Friendly Fire 3 wurden 535.000 Euro für den Verein „Silberstreifen“, den „Vogelgnadenhof und Altenheim für Tiere e. V.“, den „Mukoviszidose e. V.“ und das Projekt „Ein letzter Wunsch“ gesammelt.
Bei Friendly Fire 4 wurden über 887.000 Euro für die Deutsche Depressionshilfe, die Deutsche Krebshilfe, die Initiative Exit-Deutschland, Schule ohne Rassismus – Schule mit Courage, den Tierpark Weeze und das Projekt Tiernotruf.de gesammelt. Jeder dieser sechs Vereine erhielt circa 146.000 €.
Bei Friendly Fire 5 wurden 1.190.366 Euro für die Sozialhelden, PrimaKlima e. V., Praxis ohne Grenzen – Segeberg e. V., HateAid gGmbH, Open Knowledge Foundation Deutschland, Rett Deutschland e. V., Deutscher Tierschutzbund e. V. und die Pacific Garbage Screening e. V. gesammelt. Jeder dieser acht Vereine erhielt ca. 150.000 Euro.
Bei dem außerplanmäßigen Livestream #FriendlyDistancing inmitten der Corona-Krise wurden über 162.000 Euro für Aktion Deutschland Hilft, CADUS, Jugendnotmail, Berliner Stadtmission, Gängeviertel Hamburg und Die Arche gesammelt.
Bei Friendly Fire 6 wurden 1.654.548 Euro für die Tafel Deutschland e. V., Animal Welfare Foundation e. V., das Bündnis Seebrücke, den Verband der Beratungsstellen für Betroffene rechter, rassistischer und antisemitischer Gewalt, die Aktion Deutschland Hilft, Frauen gegen Gewalt e. V., Allgemeiner Tierhilfsdienst e. V. und die Deutsche Diabetes-Stiftung gesammelt, damit wurden etwa 400.000 Euro mehr eingenommen als im vergangenen Jahr. Jeder der acht Vereine erhält somit über 200.000 Euro. Das Event stand im Hinblick der COVID-19-Pandemie in Deutschland unter besonderen Umständen, da jede am Event beteiligte Person vorab mehrfach auf COVID-19 getestet worden ist und es weitere besondere hygienische Auflagen gab.

### Sprechrollen
In Adventurespielen von Daedalic Entertainment synchronisierte Range diverse Charaktere. In der Special Edition von Harveys neue Augen (2012) spricht er die Küchenfrau Doris, in Chaos auf Deponia (2012) und Goodbye Deponia (2013) spricht er den Obdachlosen Goon, in The Night of the Rabbit (2013) spricht er den Gartenhasen und in Die Säulen der Erde (2017) einen Kantor. 2014 übernahm er die Sprechrolle für den Charakter Bumpy im Spiel 1954 Alcatraz. 2015 synchronisierte Range einen Troll in der deutschsprachigen Version des Rollenspiels The Witcher 3: Wild Hunt. Im selben Jahr übernahm Range die deutschsprachige Synchronisation des Polizeichefs Heat in dem Actionspiel Just Cause 3.
2016 hatte Range eine Sprechrolle in dem Thrillerspiel The Town of Light. Er hat zudem als Synchronsprecher in den Anfang 2017 erschienenen Kinofilmen Resident Evil 6: The Final Chapter, The LEGO Batman Movie und Alien: Covenant mitgewirkt. Des Weiteren hat er auch in dem ebenfalls 2017 erscheinenden Film Planet der Affen: Survival einem der Darsteller seine Stimme geliehen. Im gleichen Jahr synchronisierten er und seine Partnerin Tatjana Werth Charaktere im Videospiel The Evil Within 2. In den Credits des Abspannes werden ihre Namen als „Erik 'Gronkh' Range“ und „Tatjana 'Pandorya' Range“ aufgelistet, was er als ein Easteregg bezeichnete.
Ende 2018 war er erstmals in Spider-Man: A New Universe als der Antagonist Wilson Fisk alias Kingpin zu hören. Im Herbst 2020 erschienenen Action-Adventure Watch Dogs: Legion synchronisierte er Nigel Cass, den CEO von Albion. Ebenfalls Ende 2020 erschien das Open-World-Spiel Cyberpunk 2077, in dem er den Charakter Gottfrid synchronisierte. Für den Fantasyfilm Monster Hunter sprach er 2020 die Rolle des Steeler ein. 2021 synchronisierte er in Life Is Strange: True Colors die Rolle des Polizisten Pike. True Colors ist der erste Ableger der Spielereihe Life Is Strange mit einer deutschen Sprachausgabe und erschien im September 2021. Auch für ELEX 2 sprach er eine Rolle ein.
Im 2023 erschienenen Fantasyfilm Dungeons & Dragons: Ehre unter Dieben sprach Gronkh die Rolle des Kanzlers Norixius.
Im November 2024 gab Range bekannt, dass er der Erzähler von Ein Minecraft Film sein werde, nachdem er ebenfalls sagte, dass er sich eine Rolle auswählen durfte. Die Rolle wurde im Nachhinein aber abgeändert, Range spricht nun einen Reporter im Film.

### Musik
In seiner Jugend war Range unter dem Künstlernamen Das E in der Braunschweiger Hip-Hop-Szene aktiv. 2002 veröffentlichte er zusammen mit den Rappern Cappuccino und Krizz den Track La Familia, in dem es um das Actionspiel Grand Theft Auto III geht. Der Track wurde unter anderem auf einer Cover-CD des Computerspiele-Magazins PC Action veröffentlicht.
2013 veröffentlichten Gronkh und Sarazar den Song Elektrotitte (5.000 Volt), der sich aus einem Insiderwitz entwickelt hatte. Der Song erreichte für jeweils eine Woche den 17. Platz der deutschen Singlecharts und den 29. Platz der österreichischen Singlecharts.

### HWSQ – Der „Howaizen Squad“
Ab Juni 2016 fing Gronkh an mit seinen YouTube-Kollegen Pandorya, Tobinator und HerrCurrywurst das Spiel Dead by Daylight zu spielen. Gemeinsam bauten die vier eine große Community auf. 99 Episoden des Spiels veröffentlichten sie bis zum 19. Dezember 2016 im Zwei-Tage-Rhythmus. Ab dem 21. Dezember 2016 begann mit dem Spielmodus TTT (Trouble in Terrorist Town) im Spiel Garry’s Mod ein neues Projekt, welches ebenfalls im Zwei-Tage-Rhythmus herauskam. Bei den Aufnahmen wurden mehrere Folgen am Stück aufgenommen. Am 15. Juli 2017 wurde das Format ebenfalls nach 99 Episoden beendet. Zwei Tage später startete das dritte und gleichzeitig längste gemeinsame Let’s Play der vier YouTuber, das HWSQ-Projekt. Der Name des Projektes stammt von einer Aussage des YouTubers MrMoreGame. In diesem Projekt war das Bestreben der vier Let’s Player, verschiedene Multiplayer-Spiele gemeinsam auszuprobieren und die Zuschauer dazu zu bewegen, sich die Spiele selbst zu kaufen, um die Entwickler damit zu unterstützen. Bis zum 6. Juli 2019 blieb das bisher größte Multiplayer-Projekt der vier YouTuber mit 347 Episoden bestehen, als die Zusammenarbeit aus persönlichen Gründen abrupt beendet wurde.

### Weitere Werke
- 2014: Die Geschichte von Pjoter (archive footage)[86]
- 2014: Angriff auf den Ninjatempel (archive footage)[86]
- 2014: Nicht mein Tag (als Gronkh)
- 2021: How to Sell Drugs Online (Fast) (als Gronkh)
- 2021: X-Factor: Das Unfassbare (als Gronkhstradamus)[87]
- seit 2021: H.O.R.D.E. (PnP-Rollenspiel) live auf Twitch (mit: Pandorya, Phunk Royal, Marvin Clifford, Liza Grimm, Sanifox)[88]

## Synchronisation (Auswahl)
- 2015: David Tennant als Heat (Polizeichef) in Just Cause 3
- 2016: William Levy als Christian in Resident Evil: The Final Chapter
- 2017: Benjamin Rigby als Ledward in Alien: Covenant
- 2017: Zach Galifianakis als Joker in The LEGO Batman Movie
- 2017: Gabriel Chavarria als Preacher in Planet der Affen: Survival
- 2017: Hari Williams als Julian Sykes in The Evil Within 2
- 2018: als Rolf Robertsson in Deliver Us The Moon[89]
- 2018: Liev Schreiber als Wilson Fisk/Kingpin in Spider-Man: A New Universe
- 2020: Lee Ross als Nigel Cass in Watch Dogs: Legion
- 2020: als Gottfrid in Cyberpunk 2077
- 2020: Josh Helman als Steeler in Monster Hunter[70]
- 2021: als Pike in Life Is Strange: True Colors
- 2022: als Fox in ELEX 2[75]
- 2023: Bryan Larkin als Kanzler Norixius in Dungeons & Dragons: Ehre unter Dieben[76]
- 2025: als Reporter in Ein Minecraft Film[79]

## Auszeichnungen
Beim Deutschen Webvideopreis 2012 gewann Gronkh drei Preise. Für das Video GTA 5 – Real Life Grand Theft Auto wurden Y-Titty und Gronkh mit dem Publikumspreis in den Kategorien „Webvideo des Jahres“ und „Let’s Play“ ausgezeichnet. In dem Video spielen Y-Titty Szenen aus dem Actionspiel Grand Theft Auto nach, die Gronkh im Stil eines Let’s Plays kommentiert, wobei der besagte fünfte Teil der Serie zu diesem Zeitpunkt noch nicht existierte. Für das Video Kohle Metal wurden Rahmschnitzel und Gronkh mit dem Jurypreis in der Kategorie „Let’s Play“ ausgezeichnet. Bei dem Video handelt es sich um eine von Rahmschnitzel produzierte Metalversion von einem Lied, das Gronkh während seiner Videoserie Let’s Play Minecraft gesungen hatte.
2013 erhielt Gronkh den Goldenen Play-Button, mit dem YouTube-Kanäle mit mehr als einer Million Abonnenten ausgezeichnet werden.
2014 wurden Gronkh und Sarazar als die bekanntesten deutschen Let’s Player in die Hall of Fame des Computerspielemuseums Berlin aufgenommen.
Beim Deutschen Webvideopreis 2014 wurde Gronkh für das Video 1000 Jahre Random Brainfakks!! mit dem Preis in der Kategorie „Let’s Play“ ausgezeichnet. Bei dem Video handelt es sich um die 1000. Folge seiner Videoserie Let’s Play Minecraft. In dieser Folge besiegt Gronkh den Enderdrachen, den mächtigsten Gegner in der Welt von Minecraft, und zerstört am Ende große Teile der Welt mit einer Atombombe.
Beim Deutschen Webvideopreis 2015 wurde Gronkh mit dem „Ehrenpreis national“ ausgezeichnet. Die Academy des Deutschen Webvideopreises würdigte Gronkh damit als einen „der ersten Let’s Player in Deutschland überhaupt“, der nun der „erfolgreichste YouTuber in Deutschland“ sei. Gronkh gehe „immer wieder Wege jenseits der kommerziell-asphaltierten Asphaltstraße“, kritisiere „die Branche mit deutlichen Worten und Herz“ und sei ein Webvideoproduzent, ohne den die deutsche Szene eine Stimme missen würde, die sie brauche.
Bei den Gamescom Awards 2020 wurde Gronkh mit dem Award „Best Streamer“ ausgezeichnet.